# Magical Melody!
『Magical Melody!』（マジカル・メロディ）は、テレビアニメ『もえたん』のサウンドトラックとキャラクターソングが収録されたアルバムである。2007年10月10日にLantisから発売された。

## 概要
ディスク1に渡辺剛によるBGM、ディスク2にTVサイズの主題歌と主要キャラクターの新規キャラクターソングを収録している。ジャケットイラストには白鳥ありすが描かれている。なお、オープニングテーマ「魔法少女マジカルたん!」のカップリング曲「winkles twinkle」と、第13話オープニングテーマ「TOUGH GIRL」は収録されていない。

## 収録曲

### DISC1
1. 変身!ぱすてるインク [0:56]
2. 魔法王国のテーマ [5:13]
3. おっとりインク [1:20]
4. ナオのテーマ [1:25]
5. 天然お嬢様 [1:25]
6. チャキチャキ澪 [1:24]
7. あーくん降臨 [1:15]
8. ドキドキ・ドギマギ [1:42]
9. 萌え〜 [1:32]
10. インク疾走中 [0:55]
11. 焦るよ〜 [1:04]
12. 勉強、頑張る! [1:42]
13. ホンワカ・ノンビリ [1:07]
14. 幼なじみ [1:37]
15. 変身!てんぺらスミ [0:59]
16. すみ参上! [1:31]
17. かーくん [1:18]
18. 瑠璃子さん [1:21]
19. ダンディのテーマ [1:45]
20. 警官のテーマ [0:54]
21. 親父のテーマ [1:29]
22. ちょっとだけ、、、 [1:39]
23. インク悩み中 [1:18]
24. 優しい時間 [1:31]
25. 悲しみ [1:39]
26. アリス、変身! [0:47]
27. アリスの思い [1:31]
28. アリスのテーマ [1:44]
29. 黒い闇 [1:33]
30. ピンチ到来 [1:19]
31. さみしい、、、 [1:28]
32. シリアス入ります [1:27]
33. 対峙 [1:27]
34. 対決そして戦い [2:10]
35. 魔法発動!! [0:28]
36. ワクワクインク [1:08]
37. 穏やかな日々 [1:27]
38. 明るい仲間達 [1:35]
39. ねぼけまなこ [1:19]
40. とにかくコミカル [1:17]
41. 友達 [1:25]
42. 円舞曲 [1:37]
43. 賑やかな通り [1:32]
44. Happy Time [1:17]
45. あぁ、魔法王国 [1:41]
46. MOETAN CORNER [0:34]

### DISC2
1. 魔法少女マジカルたん!（TV Size） [1:32]
歌：虹原いんく&黒威すみ&白鳥ありす（田村ゆかり&戸松遥&名塚佳織）
作詞：畑亜貴、作曲：田代智一、編曲：安藤高弘
  - オープニングテーマ
2. 恋の英単語 [3:50]
歌：白鳥ありす（名塚佳織）
作詞：畑亜貴、作曲：福本公四郎、編曲：小池雅也
3. 始まりアンダンテ [4:39]
歌：虹原いんく（田村ゆかり）
作詞：畑亜貴、作曲・編曲：橋本由香利
4. Love Live Train [3:36]
歌：白鳥ありす（名塚佳織）
作詞：畑亜貴、作曲：田代智一、編曲：tetsu-yeah
5. いやたん・らぶたん [3:27]
歌：黒威すみ&瑠璃子（戸松遥&森永理科）
作詞：畑亜貴、作曲：和田耕平、編曲：安藤高弘
6. スキップ!（TV Size） [1:34]
歌：のみこ
作詞・作曲：Hiro、編曲：quad
  - エンディングテーマ